# Farkas-tető
A Farkas-tető egy 336 méter magas hegy a Zempléni-hegység délnyugati részén Monok mellett. A hegyen erdő borítja. A legközelebbi város Szerencs. Átvezet rajta a Szerencs-Monok turistaút.